# Bouillon Racine

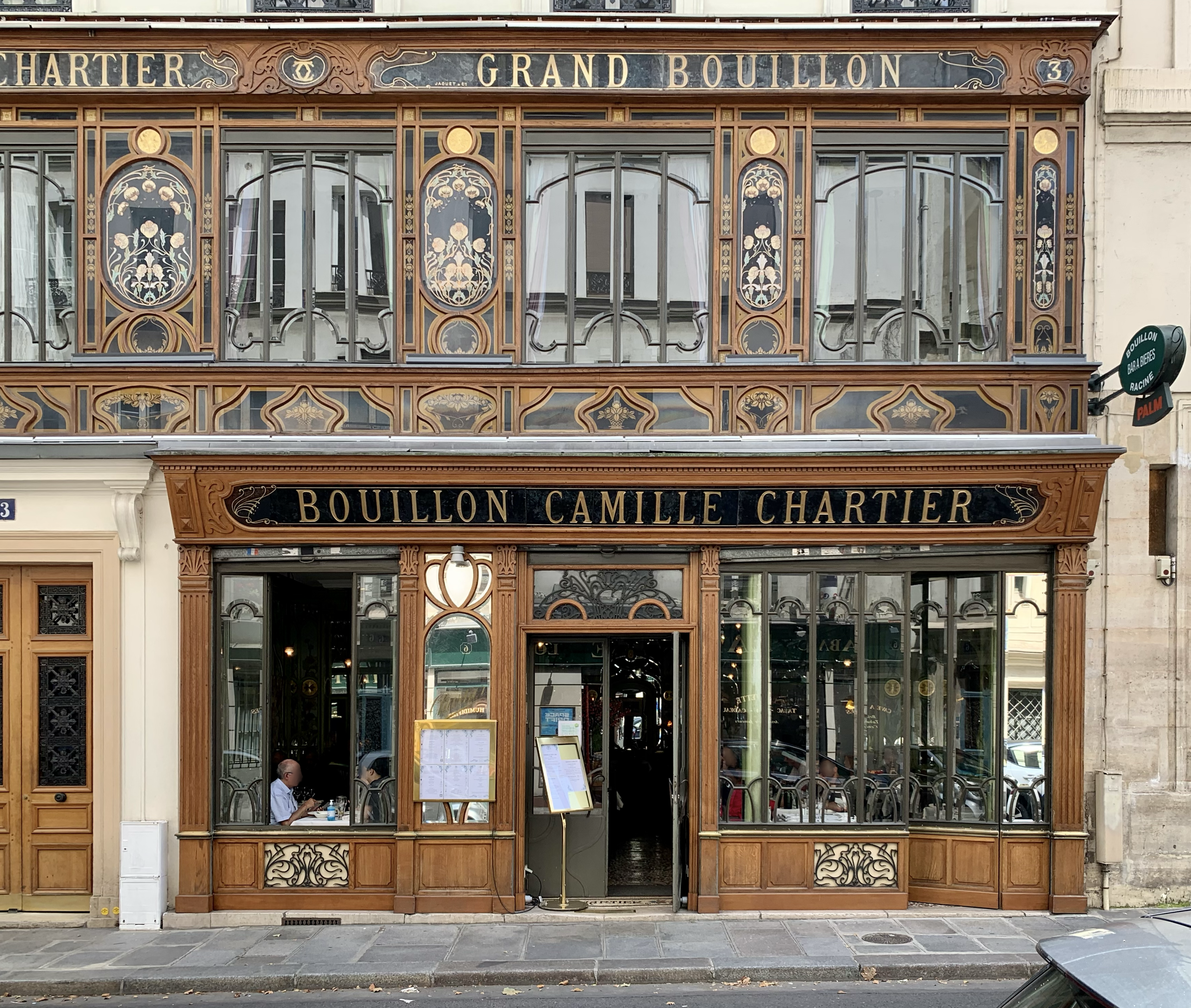
Das Jugendstil-Restaurant Bouillon Camille Chartier

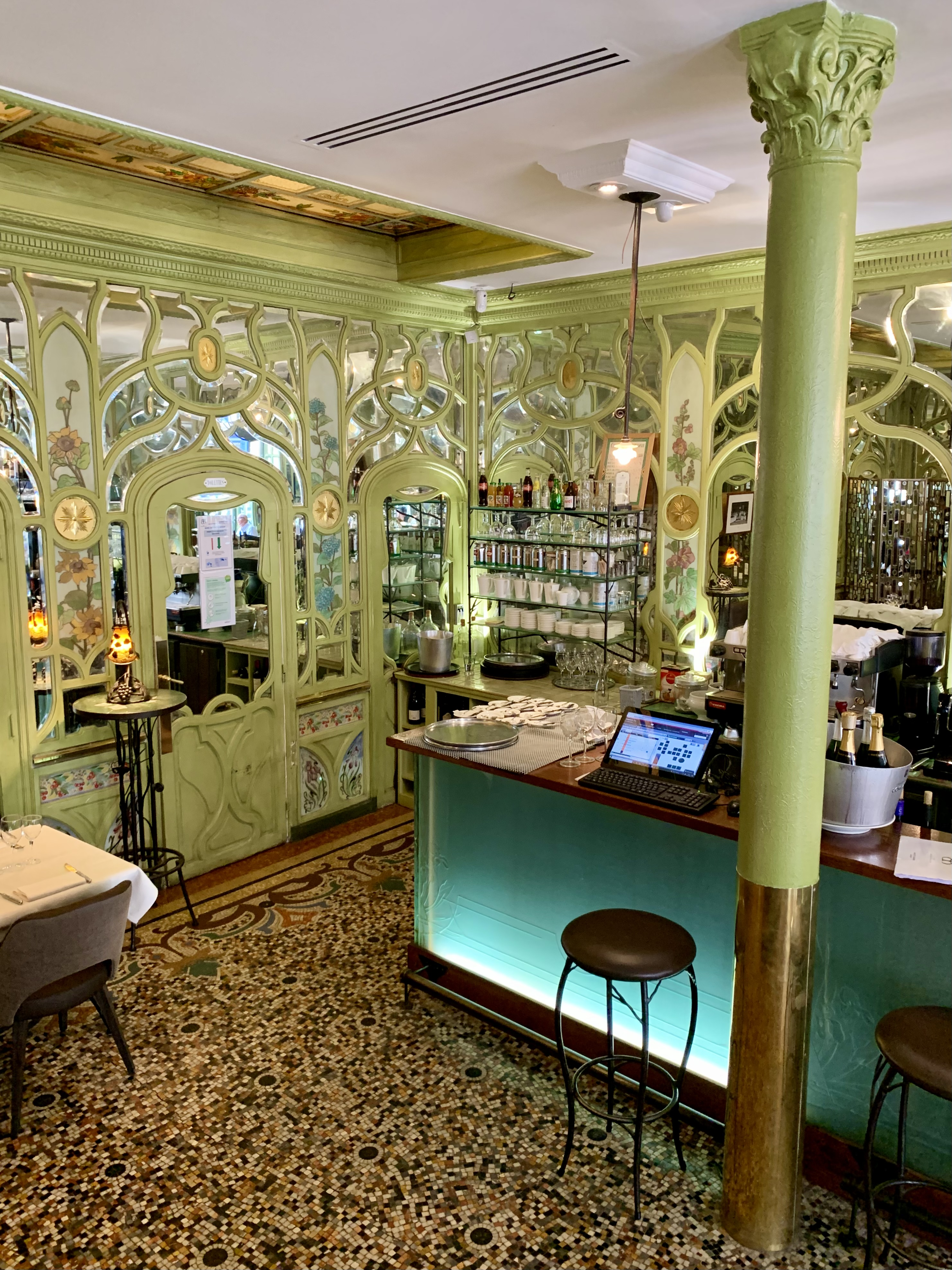
Inneneinrichtung

Bouillon Racine ist ein bekanntes Restaurant in Paris, das 1906 eröffnet wurde. Es befindet sich im 6. Arrondissement, in der Rue Racine Nr. 3. Die nächste Metrostation ist Odéon.

## Geschichte
Bouillon Racine wurde 1906 von Camille Chartier eröffnet, nachdem die Famille bereits 1895 ein Restaurant in der Rue du Temple, 1896 das Chez Chartier und 1905 das Vagenende eröffnet hatte. Das unter dem Namen Bouillon Chartier (siehe Bouillons) eröffnete Restaurant befindet sich in der Nähe des Quartier Latin. Die Inneneinrichtung wurde vom Architekten Jean-Marie Bouvier entworfen. Auf der Trittstufe des Eingangs befindet sich ein Mosaik mit dem Namen CHARTIER.
Die Inneneinrichtung des Bouillon Racine hat sich seit der Eröffnung nicht wesentlich verändert. Der Dekor im Stil des Art déco, reich verspiegelt und  mit vielen floralen Elementen geben dem Raum eine üppige Pracht. Die floralen Darstellungen aus Glaspaste sind von Louis Trézel. Seit 1956 war das Bouillon Racine eine Kantine für die Mitarbeiter der Sorbonne. Seit der Renovierung 1986 hat es seinen alten Glanz wiedergefunden und ist nun ein viel besuchtes Restaurant.